# Hypsilurus schultzewestrumi
Espèce
Synonymes
- Gonocephalus schultzewestrumi Urban, 1999

Hypsilurus schultzewestrumi est une espèce de sauriens de la famille des Agamidae.

## Répartition
Cette espèce est endémique de Papouasie-Nouvelle-Guinée. 
Sa présence en Nouvelle-Guinée occidentale en Indonésie est incertaine.

## Étymologie
Cette espèce est nommée en l'honneur de Thomas Schultze-Westrum.

## Publication originale
- Urban, 1999 : Eine neue Agamenart der Gattung Gonocephalus aus Papua - Neu Guinea (Squamata: Sauria: Agamidae). Herpetozoa, vol. 11, no 3/4, p. 185-188 (texte intégral).